# Baileys Harbor (Wisconsin)
Baileys Harbor es un pueblo ubicado en el condado de Door en el estado estadounidense de Wisconsin. En el Censo de 2010 tenía una población de 1.022 habitantes y una densidad poblacional de 5,88 personas por km².

## Geografía
Baileys Harbor se encuentra ubicado en las coordenadas 45°4′4″N 87°5′17″O / 45.06778, -87.08806. Según la Oficina del Censo de los Estados Unidos, Baileys Harbor tiene una superficie total de 173.9 km², de la cual 76.46 km² corresponden a tierra firme y (56.03%) 97.44 km² es agua.

## Demografía
Según el censo de 2010, había 1.022 personas residiendo en Baileys Harbor. La densidad de población era de 5,88 hab./km². De los 1.022 habitantes, Baileys Harbor estaba compuesto por el 95.11% blancos, el 0.49% eran afroamericanos, el 0.39% eran amerindios, el 0.59% eran asiáticos, el 0.1% eran isleños del Pacífico, el 1.17% eran de otras razas y el 2.15% pertenecían a dos o más razas. Del total de la población el 3.33% eran hispanos o latinos de cualquier raza.